# Armenio
Armenio (in greco Αρμένιο?) è un ex comune della Grecia nella periferia della Tessaglia di 2273 abitanti secondo i dati del censimento 2001.
È stato soppresso a seguito della riforma amministrativa detta Programma Callicrate in vigore dal gennaio 2011 ed è ora compreso nel comune di Kileler.
Si trova al posto dell'antica città Armènion di Tessaglia.